# الزوجة الأولى (مسلسل)
الزوجة الأولى هو مسلسل لبناني درامي اجتماعي يعرض في شهر يناير عام 2022 من إخراج طوني عاد ومن إنتاج مروى غروب لصاحبها المنتج مروان حداد.

## قصة المسلسل
تدور الأحداث في إطار من الدراما، حيث تنقلبت حياة عائلة دكتورة ريما رأسًا على عقب بعد معرفتها بخيانة زوجها أكرم لها مع كارين، وتتصاعد الأحداث بمرور الوقت.

## الممثلون
- مازن معضم (أكرم)
- جيهان خماس (د. ريما)
- جوي خوري (كارين)
- أنور نور (جاد)
- أنطوانيت عقيقي (قمر)
- جان قسيس (وفيق الأبيض)
- منال طحان (تولاي)
- هيثم المصري (روي)
- طوني عاد (ناجي)
- ليلى قمري (ناهد)
- ميشال غانم (مروان)
- خلود صوان (فرح)
- كميل متى (سعيد)
- لمى لاوند (سونيا)
- ناتالي حموي (ليلى)
- وفاء طربيه (نهاية)
- هادي شتت (سليم)
- منى كريم (هالة والدة روي)
- شربل كريم (جمال)
- نانسي أفيوني (دانيا)
- ماري المر
- جو يوسف
- جويس القزي
- نزار إسماعيل
- شربل الخوري
- باسم حمدان
- نور غندور